# Торпедо (мини-футбольный клуб)
ПКМФ «Торпедо» — российский мини-футбольный клуб из Нижегородской области. Команда основана 25 сентября 2012 года. С сезона 2020/2021 — участник Суперлиги.

## Названия
- 2012—2020 — «Оргхим»
- 2020—н.в. — «Торпедо»

## История
Команда, изначально представлявшая биохимический холдинг «Оргхим», была создана в качестве корпоративной 25 сентября 2012 года. В 2016 году завоевала титул чемпиона России среди корпораций, и с 2017 года начала представлять Нижегородскую область во всероссийских соревнованиях в профессиональном статусе, сохранив компанию «Оргхим» в качестве титульного спонсора.
«Торпедо» имеет фарм-клуб «Норман» (с 2023 года «Торпедо-2»), выступающий в дивизионе «Запад» Высшей лиги, и женскую команду «Норманочка», которая играет в Чемпионате России по мини-футболу среди женщин.
Сезон 2017/2018
Перед началом сезона 17/18 команда уже в качестве профессионального мини-футбольного клуба стала победителем первого розыгрыша «Кубка Чкалова», тогда ещё не носившего международный статус. Неделю спустя нижегородцы дебютировали в Кубке России, а затем и в Первенстве страны среди мужских команд Высшей лиги — втором по значимости российском турнире АМФР после Суперлиги. В первом для себя профессиональном сезоне «Оргхим» занял четвёртое место в регулярном чемпионате, что позволило клубу выйти в плей-офф Первенства России, и остановился на четвертьфинальной стадии Высшей лиги.
Сезон 2018/2019
В сезоне 18/19 «биохимики» впервые в истории клуба пробились в 1/8 финала национального кубка, где сыграли с «Синарой» — командой Суперлиги. В 2019 году, выиграв свой первый профессиональный трофей — Кубок Высшей лиги конференции Запад — соперники встретились вновь на этой же стадии турнира. Только на этот раз сильнее оказались нижегородцы, добившись серьёзного успеха — выхода в четвертьфинал, где соперником «Оргхима» стал «Газпром Бурение». По сумме двух встреч подопечные Рашида Камалетдинова переиграли щёлковцев со счётом 5:4 и добились пока что максимального исторического достижения — выхода в полуфинал Кубка России. По сумме двух встреч с «Норильским никелем» нижегородцы уступили клубу Суперлиги в один мяч и завершили выступление в турнире. Регулярный чемпионат Высшей лиги сезона 19/20 так и не был доигран. «Оргхим» стал третьим, и в ¼ финала плей-офф получил в соперники «Сибиряк» — клуб Восточной конференции. С общим счётом 8:5 нижегородцы переиграли коллектив из Новосибирска и вышли в полуфинал, где их ожидал «Газпром Бурение». Первый матч принципиальных соперников сезона завершился вничью 1:1. Ответная встреча в Щёлкове закончилась победой 3:1 и выходом в финал Высшей лиги. Соперником «Оргхима» за золотые медали Первенства России стал «КПРФ-2». Домашняя победа 5:1 и гостевая виктория 5:2 возвестили об успехе нижегородцев. «Оргхим» впервые в трёхлетней истории клуба стал победителем Высшей лиги и завоевал золотые медали и кубок Первенства России! Команда под управлением Рашида Камалетдинова по спортивному принципу пробилась в Чемпионат России по мини-футболу и в следующем сезоне впервые в истории Нижегородской области представила регион в главном клубном футзальном турнире страны.
Сезон 2020/2021
3 сентября 2020 года было объявлено о смене названия клуба на «Торпедо». Дебют в Суперлиге состоялся в Нижнем Новгороде 12 сентября в матче против «Динамо Самара». Та встреча вошла в историю как самая результативная игра сезона — победа соперника 9:6. Дебютное очко торпедовцы заработали 26 сентября в домашнем матче против «Новой генерации» (5:5), а первая победа пришла 11 октября в Ухте во встрече с местной командой (5:3). Всего по итогам 32 игр дебютного для себя регулярного чемпионата Суперлиги клуб набрал 27 очков и занял восьмое место в турнирной таблице, что позволило «Торпедо» выйти в плей-офф турнира. Это достижение вошло в историю отечественного футзала! Нижегородцы стали первым за 18 лет клубом, который в дебютном сезоне Чемпионата России вышел в плей-офф турнира после победы во втором по значимости клубном дивизионе страны. В ¼ финала Суперлиги торпедовцы вышли на «Синару» — победителя регулярного чемпионата. В серии до трёх побед торпедовцы уступали 0:2, но 19 мая 2021 года добились исторической первой победы в плей-офф и сделали счёт 1:2. К сожалению, на следующий день в упорной борьбе «Торпедо» уступило своему сопернику и завершило борьбу за медали. В розыгрыше Кубка России нижегородское «Торпедо» на правах клуба Суперлиги начало выступление со стадии 1/8 финала. В двух матчах команда оказалась сильнее «Ухты» и вышла в четвертьфинал на КПРФ — тогда ещё действующего чемпиона страны. Первая игра закончилась сенсационно крупной победой торпедовцев 8:2. Ответная встреча была за «коммунистами» 9:3, но за счёт большего количества забитых мячей в гостевом матче в полуфинал вышло «Торпедо». На этой стадии турнира нижегородцы выиграли у «Тюмени» 3:1, однако в ответной игре уступили сопернику 0:3 и завершили поход за трофеем. Таким образом, «Торпедо» второй сезон подряд повторило свой максимальный успех в турнире — выход в полуфинал.
Сезон 2021/2022
Команда под управлением Рашида Камалетдинова начала сезон 2021/22 с двух гостевых поражений от будущего финалиста Чемпионата России — столичного КПРФ. Однако уже в следующем туре нижегородцы добились первой победы в сезоне, на домашнем паркете ФОКа «Мещерский» разгромив титулованный клуб «Газпром-Югра» со счётом 5:1. Следующий успех запомнился всем любителям статистики как победа с наибольшей разницей забитых/пропущенных мячей — 9:2 на выезде повержена «Ухта». Впервые в истории «Торпедо» как участник наивысшего клубного турнира страны добилось двух побед в одном туре — в начале ноября во встречах с сыктывкарской «Новой генерацией» (4:2 и 5:3 соответственно). Однако во второй игре торпедовцам было засчитано техническое поражение. Контрольно-дисциплинарная комиссия АМФР наказала нижегородскую команду в связи с тем, что в этой встрече дебютировал игрок Александр Лукин, контракт с которым к тому времени не был зарегистрирован в АМФР. «Торпедо» пыталось подать апелляцию и оспорить решение, но факт нарушения регламента остался неоспоримым. Успеха двух побед нижегородцы всё-таки добились уже в следующих играх регулярного чемпионата — на выезде обыгран один из фаворитов сезона «Тюмень» (5:1 и 3:2), а затем дома переиграно самарское «Динамо» (4:3 и 7:4).
Одновременно с матчами в чемпионате разыгрывался Кубок России. Команда начала выступление в турнире со стадии 1/8 финала, где встречалась с «Ухтой». Первый матч состоялся на выезде и завершился победой ухтинцев со счётом 4:3. Однако в ответной встрече в Нижнем Новгороде хозяева паркета «Мещерского» сумели переиграть соперника с необходимой для выхода в четвертьфинал разницей (6:4). Следующим оппонентом торпедовцев стала екатеринбургская «Синара». На этот раз игроки были хозяевами первого матча, финальный счёт которого оказался в пользу соперника — 5:4. Ответная игра началась в 9:00 по московскому времени и завершилась со счётом 8:3 в пользу свердловчан. По сумме двух встреч «Синара» вышла в следующий раунд Кубка России, а затем выиграла трофей, завоевав титул на 30-летие екатеринбургского мини-футбольного клуба.
До наступления 2022 года торпедовцы добыли ещё пять очков в четырёх матчах Чемпионата России: с одинаковым счётом 5:5 сыграли вничью с той же «Синарой» и «Норильским никелем», а также на последних секундах вырвали победу у норильчан. В рамках подготовки ко второй части сезона подопечные Рашида Камалетдинова договорились сыграть товарищеский матч со сборной России, которая проводила спарринги перед стартом Чемпионата Европы. Матч 13 января завершился со счётом 11:4 в пользу национальной команды, которая в дальнейшем завоевала серебряные медали ЕВРО-22.
После завершения Чемпионата Европы возобновился регулярный чемпионат российский Суперлиги, в котором «Торпедо» реабилитировалось перед своими болельщиками за поражения от КПРФ в первом круге, добившись двух ярких домашних побед над «коммунистами» (5:3 и 5:4). В следующих турах, обменявшись тремя очками с «Газпром-Югрой» и «Ухтой», нижегородцы вплотную подобрались к первому месту в турнирной таблице Суперлиги. После двух побед в начале марта над «Новой генерацией» торпедовцы впервые в истории клуба возглавили Чемпионат России. Вторая игра в Сыктывкаре запомнилась ещё и счётом 10:5 в пользу команды. Этот результат стал самым крупным среди всех игр всех команд Чемпионата России сезона 2021/22 годов. Нижегородцы были лидерами турнирной таблицы Суперлиги на протяжении двух туров. Сместить торпедовцев с первой строчки удалось «Синаре», футболисты которой в очном противостоянии дважды переиграли соперника. В итоге регулярный чемпионат был завершён чёрно-зелёными с рекордными показателями: 57 набранных очков, 138 забитых голов, 18 побед в 32 матчах и высокие второе место перед стартом плей-офф. В матчах ¼ финала «Торпедо» вышло на занявшую седьмую строчку «Газпром-Югру». В первом матче серии до трёх побед сильнее оказались нижегородцы (5:3), однако следующие три игры остались за югорчанами, которые вышли в следующий раунд турнира, а затем всухую выиграли у всех оставшихся соперников, став чемпионами России.
Сезон 2022/2023

## Статистика выступлений
| Соревнование             | Место                                                         |
| ------------------------ | ------------------------------------------------------------- |
| Высшая лига 2017/18 (II) | 1/4 финала (4-е место в регулярном чемпионате — зона «Запад») |
| Высшая лига 2018/19 (II) | 6-е место в регулярном чемпионате — зона «Запад»              |
| Высшая лига 2019/20 (II) | 1 место (3-е место в регулярном чемпионате — зона «Запад»)    |
| Суперлига 2020/2021      | 1/4 финала (8-е место в регулярном чемпионате)                |
| Суперлига 2021/2022      | 1/4 финала (2-е место в регулярном чемпионате)                |
| Суперлига 2022/2023      | 1/4 финала (6-е место в регулярном чемпионате)                |
| Суперлига 2023/2024      | 7 место (4-е место в регулярном чемпионате)                   |
| Суперлига 2024/2025      | 7 место (7-е место в регулярном чемпионате)                   |

Выступление в Кубке России
| Сезон   | Стадия     |
| ------- | ---------- |
| 2017/18 | 2 этап     |
| 2018/19 | 1/8 финала |
| 2019/20 | 1/2 финала |
| 2020/21 | 1/2 финала |
| 2021/22 | 1/4 финала |
| 2022/23 | 1/4 финала |
| 2023/24 | 1/4 финала |
| 2024/25 | 1/4 финала |

## Достижения
- Высшая лига:
  - Чемпион: 2019/2020
- Чемпионат России среди корпораций:
  - Чемпион: 2016

## Главные тренеры
- 2015—2022 —  Рашид Камалетдинов
- 2022 —  Константин Маевский
- 2022—2023 —  Рашид Камалетдинов
- 2023—2024 —  Сергей Скорович[7]
- 2024—2025 —  Рашид Камалетдинов
- 2025—н. в. —  Геннадий Гарагуля

## Состав
| \| № \| \| Поз. \| Имя \| Год рождения \| \| \| \| \| \| Вратари \| Вратари \| Вратари \| Вратари \| Вратари \| Вратари \| Вратари \| Вратари \| Вратари \| \| ---------- \| ------- \| ------- \| --------------------------------- \| ------------ \| ------- \| ------- \| ------- \| ------- \| \| 13 \| \| ВР \| Давид Савлохов \| 1985 \| \| \| \| \| \| \| \| \| \| \| \| \| \| \| \| 15 \| \| ВР \| Евгений Иваняк \| 1982 \| \| \| \| \| \| \| \| ВР \| Дмитрий Юдин \| 2003 \| \| \| \| \| \| Защитники \| \| \| \| \| \| \| \| \| \| 33 \| \| ЗАЩ \| Хосе Эдуардо Оливейра Силва Фильо \| 2000 \| \| \| \| \| \| Нападающие \| \| \| \| \| \| \| \| \| \| 99 \| \| НАП \| Янник \| 1995 \| \| \| \| \| \| 12 \| \| НАП \| Антон Оппер \| 1996 \| \| \| \| \| \| 11 \| \| НАП \| Дмитрий Зайцев \| 1999 \| \| \| \| \| \| Универсалы \| \| \| \| \| \| \| \| \| \| 27 \| \| УНИ \| Александр Телегин \| 1990 \| \| \| \| \| \| 77 \| \| УНИ \| Джано Кварацхелия \| 1995 \| \| \| \| \| \| 9 \| \| УНИ \| Крис \| 1998 \| \| \| \| \| \| 71 \| \| УНИ \| Денис Аширов \| 1992 \| \| \| \| \| \| 10 \| \| УНИ \| Иван Обжорин \| 1997 \| \| \| \| \| \| 75 \| \| УНИ \| Максим Серебряков \| 1996 \| \| \| \| \| \| 7 \| \| УНИ \| Сергей Денисов \| 1997 \| \| \| \| \| \| 66 \| \| УНИ \| Никита Хромых \| 1995 \| \| \| \| \| |                   |      |                                   |              |
| № |                   | Поз. | Имя                               | Год рождения |
| Вратари |                   |      |                                   |              |
| 13 | Флаг России       | ВР   | Давид Савлохов                    | 1985         |
| |                   |      |                                   |              |
| 15 | Флаг Украины      | ВР   | Евгений Иваняк                    | 1982         |
| | Флаг России       | ВР   | Дмитрий Юдин                      | 2003         |
| Защитники |                   |      |                                   |              |
| 33 | Флаг Бразилии     | ЗАЩ  | Хосе Эдуардо Оливейра Силва Фильо | 2000         |
| Нападающие |                   |      |                                   |              |
| 99 | Флаг Кот-д’Ивуара | НАП  | Янник                             | 1995         |
| 12 | Флаг России       | НАП  | Антон Оппер                       | 1996         |
| 11 | Флаг России       | НАП  | Дмитрий Зайцев                    | 1999         |
| Универсалы |                   |      |                                   |              |
| 27 | Флаг России       | УНИ  | Александр Телегин                 | 1990         |
| 77 | Флаг России       | УНИ  | Джано Кварацхелия                 | 1995         |
| 9 | Флаг Бразилии     | УНИ  | Крис                              | 1998         |
| 71 | Флаг России       | УНИ  | Денис Аширов                      | 1992         |
| 10 | Флаг России       | УНИ  | Иван Обжорин                      | 1997         |
| 75 | Флаг России       | УНИ  | Максим Серебряков                 | 1996         |
| 7 | Флаг России       | УНИ  | Сергей Денисов                    | 1997         |
| 66 | Флаг Армении      | УНИ  | Никита Хромых                     | 1995         |

Тренерский штаб
- Сергей Скорович — главный тренер
- Рашид Камалетдинов — тренер
- Геннадий Гарагуля — тренер вратарей
- Максим Грига — тренер по физической подготовке

## Управление клуба
Администрация клуба
- Николай Ходов — президент клуба
- Сергей Смирнов — вице-президент
- Аркадий Радбиль — вице-президент по развитию

## Домашняя арена
Мини-футбольный клуб «Торпедо» проводит домашние игры в физкультурно-оздоровительном комплексе «Мещерский» (Нижний Новгород). Планируется строительство новой арены «Торпедо»